# フランソワーズ・サガン
フランソワーズ・サガン（Françoise Sagan、1935年6月21日 - 2004年9月24日）は、フランスの小説家、脚本家。本名はフランソワーズ・コワレ（Françoise Quoirez）。ペンネームは、マルセル・プルーストの小説『失われた時を求めて』の登場人物 「Princesse de Sagan」から取られた。

## 略歴
ロット県フィジャック近郊カジャルクで生まれた。父親は大手電気会社アルカテル・ルーセントの前身（Compagnie Générale d'Électricité＝CGE）の重役、母親は地主というブルジョワ家庭で動物に囲まれて育った。ニックネームは「キキ」（Kiki）だった。一家は第二次世界大戦の間（1939年-1945年）、初期はリヨン、それからドーフィネ地方ヴェルコール（fr）に疎開する。
戦後、家族はパリ17区マルゼルブ大通り（fr）167番地の自宅に戻った。キキは学校生活に馴染めず、17区内の私立ルイーズ＝ド＝ベティニ校（Cours Louise-de-Bettignies）を3か月も経たずに退学になり8区の私立クヴァン・デ・ゾワゾー女子寄宿学校に入れられ、さらにドーフィネ地方グルノーブル近郊のカトリック系学校3校で転校を繰り返した頃は「非常に良い子」で過ごした。その後パリに戻ると8区の私立アトメール校（fr）在学中、2度目の受験でバカロレアに合格すると1952年秋からソルボンヌ大学に入学。しかし在籍中は無関心な学生で卒業はしなかったものの、この頃から処女作の『悲しみよこんにちは』を書き始めた。
当時の潮流では女性は結婚するのが当たり前であったが、書くことができなければ、「医者になりたかった（中略）実際には、勉学や研究を行う勇気はなかったでしょうし、書く以外に何もない（後略）」と述べている。
大学在学中、処女作の原稿を書きつつ、グランゼコール準備級試験を受けるが不合格に終わった。
1953年の夏以降、サガンの親友フロランス・マルロー  (fr) は母クララ・マルロー (fr) にサガンの原稿を見せたが、作家だった母はろくに読まないままドゥノエル出版社 (fr) 総務部長職にあったフランソワ・ヌリスィエ (fr) に原稿を渡したものの、同社は目もくれなかったという。作家で映画脚本家のコレット・オドリー (fr) には結末の書き直しを提案された上で出版社3社を紹介してもらい、1954年1月17日、最終的にジュリアール社 (fr) での出版が決定した。
1954年5月、選考委員にジャン・ポーラン、ジョルジュ・バタイユ、ロジェ・カイヨワ、マルセル・アルランらお歴々が揃った批評家賞「プリ・デ・クリティック (Prix des Critiques)」を受賞し、これがキッカケでデビュー作『悲しみよこんにちは』は書店店頭で売り上げを大きく伸ばす。
家族との昼食の席で出版社との契約と『悲しみよこんにちは』を出版する運びになったと報告した当初、父親から実名の姓「コワレ (Quoirez)」は表紙に使わせないと反対された。そのためペンネームが必要になり、サガン女公爵ドロテア・フォン・ビロンのひ孫サガン公エリ・ド・タレイラン＝ペリゴール (fr) からとって「サガン」と付けたのは、マルセル・プルーストの『失われた時を求めて』第3編「ゲルマントのほう (Côté de Guermantes) 」作中の一節に当時のサガン公を連想させる人物が登場し、その名前の響きに魅了されたためであった。
サガンは「文学界のマドモワゼル・シャネル」とベルナール・フランク（fr ジャーナリスト）に呼ばれ、そのフランクや上述の親友フロランス・マルロー（映画助監督）ら同世代や、ソーシャライトでダンサーのジャック・シャゾット (fr 1928年-1993年)、歌手ジュリエット・グレコ (1927年-2020年) とその妹のシャルロット・エイヨー（Charlotte Aillaud）、あるいはイタリア人の興行師マッシモ・ガルジア（fr 1940年生まれ）らと親密につきあい、取り巻きに囲まれて過ごした。莫大な収入は服や宝石、原稿など周囲の者にとても寛大に買い与えては浪費し、息子ドニにろくに残さなかった。
アメリカで旅行を楽しみ、しばしばトルーマン・カポーティとエヴァ・ガードナーと同道しており、1957年には自動車事故で重傷を負った。結婚は2度、相手はガイ・シェーラーおよびボブ・ウェストホフである（それぞれ1958-60年、1962-63年）。そして、どちらとも離婚した。パリ16区フォッシュ大通り（fr）界隈に居住し、一人息子は写真家のドニ・ウェストホフ（Denis Westhof、1963年 - ）である。
若年期に成功しサン＝ジェルマン＝デ＝プレ界隈で文学者ら名士と交遊した。人々はサガンを小説のキャラクターと混同し重ね合わせ、彼女はすぐに、裕福でのんき、カジュアルで性的に解放された世代の「女性版ジェームズ・ディーン」のような象徴になった。
しかし、莫大な金銭を得た人物にありがちなことであるが、たちの悪い取り巻きに囲まれて生活し、薬物（鎮痛剤・コカイン・モルヒネ・覚せい剤の一種アンフェタミンなど）やアルコールに溺れただけでなく、ドーヴィルに繰り出すなど生涯を通じ過度の浪費癖やギャンブル癖も直らず、数百億円も稼いだのに晩年には生活に困窮した。このような破天荒な生活を続けてコカイン所持で逮捕されたり、脱税で起訴をされたり前科もあった。バイセクシャルでもあり、夫以外にも男女両方の愛人がいた。故に、国内外のゴシップ誌にスキャンダルを書き立てられることも多く、芸能人顔負けのゴシップクイーンでもあった。
後半生のおよそ12年間は、上述のように預金などを差し押さえられて生活に困り、また心身ともに薬物中毒の後遺症に苦しんでいた。　
2002年2月の脱税事件「エルフ事件」の影響もあって、多額の罰金や追徴課税を支払う羽目になり、パリ市内のユニヴェルシテ通りの家からオルセー河岸通りの小さめの部屋へ、さらにリール通り73番地へとパリ7区内を転々とした。また晩年は、ノルマンディ地方のカルヴァドス県リジュー郡エクモヴィルの別荘「ル・マノワール・デュ・ブルイユ」（Le Manoir du Breuil ヴィラないしパヴィヨン、広壮な別宅）にこもりきりで、オンフルールの病院で心臓疾患のため69歳で死去した。
2008年には、伝記映画『サガン -悲しみよ こんにちは-』がシルヴィー・テスチュー主演、ディアーヌ・キュリス監督で作られ、サガンになりきったテスチューはセザール賞主演女優賞候補となった。

## 作風
中流の人々のやや平穏無事な生活の描写で有名。デビュー作の小説『悲しみよこんにちは』は1954年、18歳の頃に出版された。父親の情事に出会った少女を描いた同作は、出版と同時に世界的なベストセラーとなった。またサイモン&ガーファンクルの『サウンド・オブ・サイレンス』に影響を及ぼした。サガンは1996年まで多数の作品を発表し、その多くが映画化された（下記参照）。
ジャン＝ポール・サルトルと交流が深く、作品には実存主義の影響が見られる。後半期、サルトルの死後に発表された『水彩画のような血』、『夏に抱かれて』では第二次世界大戦下のナチス政権、レジスタンス運動を題材とした。
2001年の映画『ザ・ロイヤル・テネンバウムズ』の登場人物マーゴ・テネンバウム（演：グウィネス・パルトロー）は、サガンをモデルにしている。

## 人生観
若き日の対談集『愛と同じくらい孤独』（新潮文庫版、朝吹由紀子訳）では以下のような人生観を披露している。
- 『お金は今の社会では防衛手段であり、自由になれる手段です』
- 『お金は持っている側だけでなく、持っていない人たちをも支配してしまいます』
- 『自由になれるのはお金次第です』
- 『わたしが大嫌いなものはお金で買うことのできるものではなく、お金によって作られる人間関係やお金が大部分のフランス人に課している生活態度なのです』
- 『わたしは人の持つ安心感や人を落ち着かせるものが大嫌いです。精神的にも肉体的にでも、過剰なものがあると休まるのです』
- 『わたしは孤独が好きです、でも他人には愛を感じていますし、好きな人にはとても興味を持っています。ですから、人生の小さなドラマに対して、自分を嘲弄して、ユーモアをたっぷり持つことが必要だと思うのです。それでユーモアを持つための第一段階は自分自身を嘲笑うことだと思います』

## 主な著書

### 小説
- 『悲しみよこんにちは』 Bonjour Tristesse （1954年）
  - 安東次男訳　ダヴィッド社 1954年
  - 朝吹登水子訳 新潮文庫、1955年
  - 河野万里子訳 新潮文庫、2009年1月
- 『ある微笑』Un certain sourire  (en)  （1956年）
  - 朝吹登水子訳 新潮社 1956年 のち文庫
- 『一年ののち』Dans un mois, dans un an （1957年）
  - 朝吹登水子訳 新潮社 1958年　のち文庫
- 『ブラームスはお好き』Aimez-vous Brahms ? （1959年）
  - 朝吹登水子訳　世界文学全集　新潮社、1960年　のち文庫
  - 河野万里子訳 新潮文庫、2024年5月
- 『すばらしい雲』Les Merveilleux Nuages （1961年）
  - 朝吹登水子訳 新潮社 1962年 のち文庫
- 『熱い恋』La Chamade  (en)  （1965年）
  - 朝吹登水子訳 新潮社 1967年 のち文庫
- 『優しい関係』Le Garde du cœur  (fr)  （1968年）
  - 朝吹登水子訳 新潮社 1969年 のち文庫
- 『冷たい水の中の小さな太陽』Un peu de soleil dans l'eau froide  (fr)  （1969年）
  - 朝吹登水子訳 新潮社 1970年 のち文庫
- 『心の青あざ』Des Bleus à l'ame  (fr)  （1972年）
  - 朝吹登水子訳 新潮社 1973年 のち文庫
- 『幸福を奇数に賭けて』 安堂信也訳 新潮文庫 1974年
- 『失われた横顔』 朝吹登水子訳 新潮社 1975年 のち文庫
- 『草の中のピアノ』 安堂信也訳 新潮文庫 1976年
- 『時おりヴァイオリンが……』 安堂信也訳 新潮文庫 1976年
- 『乱れたベッド』Le Lit défait （1977年）
  - 朝吹登水子訳 新潮社 1978年11月 のち文庫
- 『愛は遠い明日』 朝吹登水子訳 新潮社 1982年4月 のち文庫
- 『ボルジア家の黄金の血』- Le Sang doré des Borgia （1977年）
  - 鷲見洋一訳 新潮社 1986年1月 のち文庫
- 『厚化粧の女』La Femme fardée  (fr)  （1981年）
  - 吉田暁子訳 集英社 1983年3月 のち文庫 各・上下
- 『愛の中のひとり』 朝吹登水子訳 新潮社 1986年7月　のち文庫
- 『夏に抱かれて』 朝吹由紀子訳 新潮社 1988年8月 のち文庫
- 『愛は束縛』 河野万里子訳 新潮社 1991年9月 のち文庫
- 『水彩画のような血』 朝吹由紀子訳 新潮社 1991年3月 のち文庫
- 『愛をさがして』 朝吹由紀子訳 新潮社 1997年6月
- 『逃げ道』 河野万里子訳 新潮社 1997年10月 のち文庫
- 『打ちのめされた心は』河野万里子訳 河出書房新社 2021年11月

### 短編集
- 『絹の瞳』 - Les Yeux de soie （1975年）
  - 朝吹登水子訳 新潮社 1977年3月 のち文庫
- 『赤いワインに涙が…』 朝吹登水子訳 新潮社 1983年6月 のち文庫

### 戯曲
- 『スウェーデンの城』 岩瀬孝、鈴木康司訳、「今日のフランス演劇」白水社、1966年、新版2021年
  - 岩瀬・安堂信也訳　新潮文庫、1973年
- 『昼も夜も晴れて』 朝吹登水子訳 新潮社 1980年8月
- L'Excès contraire （1987年、ミシェル・ブラン演出）

### 自伝
- 『私自身のための優しい回想』- Avec mon meilleur souvenir （1984年）
  - 朝吹三吉訳 新潮社 1986年12月 新潮文庫 1995年

### 随筆
- 『毒物』 ベルナール・ビュフェ画 朝吹登水子訳 求竜堂 1969年
- 『香水』 ギヨーム・アノトー共著 鷲見洋一訳 新潮社 1984年3月
- 『サラ・ベルナール 運命を誘惑するひとみ』 吉田加南子訳 河出書房新社 1989年、新版1999年

### インタビュー
- 『愛と同じくらい孤独』 朝吹由紀子訳 新潮社 1976年 のち文庫
- 『愛という名の孤独』 朝吹由紀子訳 新潮社 1994年6月 のち文庫

## 映画

### 脚本
- Landru （1963年、クロード・シャブロル監督） ※：VHS版の題名は『青髭』
- 『別離』（1968年、アラン・カヴァリエ監督／原作：自作『熱い恋』の改題）
- Le Bal du comte d'Orgel （1970年、マルク・アレグレ監督／原作：レイモン・ラディゲ著『ドルジェル伯の舞踏会』）
- 『また、ひと冬』Encore un hiver （1974年、監督作、短編）
- Les Borgia ou le Sang doré （1977年テレビ映画、アラン・デノー監督／脚本：ジャック・コワレとの共同執筆／原作：Étienne de Monpezat筆）
- Les Fougères bleues （1977年、監督作／原作：『絹の瞳』収録の同名の自作短編）

### 主な映画化作品
- 『悲しみよこんにちは』（1957年、アメリカ）
- 『ある微笑』（1958年、アメリカ）
- 『さよならをもう一度』（1961年、アメリカ）　原作は『ブラームスはお好き』
- 『別離』（1968年、フランス）　原作は『熱い恋』
- 『水の中の小さな太陽』（1971年、フランス）　原作は『冷たい水の中の小さな太陽』
- 『夏に抱かれて』De guerre lasse （1987年、フランス）
- 『厚化粧の女』La Femme fardée （1990年、フランス）[17]